# Raúl (Fußballspieler)
Raúl (* 27. Juni 1977 in Madrid; voller Name Raúl González Blanco) ist ein spanischer Fußballtrainer und ehemaliger -spieler. Der langjährige Kapitän und Rekordspieler von Real Madrid gewann dreimal die Champions League. Raúl galt als torgefährlicher, dribbelstarker, leichtfüßiger und sehr fairer Spieler, der sowohl im offensiven Mittelfeld als auch auf dem linken oder rechten Flügel eingesetzt werden konnte.

## Vereinskarriere
Raúl González Blanco wurde am 27. Juni 1977 in Madrid geboren. Er ist der Sohn eines Elektrikers und lebte mit seiner Familie im Arbeiterviertel San Cristóbal (Distrikt Villaverde), im Süden der spanischen Hauptstadt. 1987 trat er in die Jugendmannschaft des örtlichen Klubs SD San Cristóbal de Los Ángeles ein. Im Alter von 13 Jahren wechselte Raúl zu Atlético Madrid und wurde mit der U-15 spanischer Jugendmeister. Nachdem Atéticos eigenwilliger Präsident Jesús Gil die gesamte Nachwuchsabteilung aus Kostengründen aufgelöst hatte, schloss er sich im Sommer 1992 dem Lokalrivalen Real Madrid an. Dort spielte er für die U-16 (Cadete A), U-18 (Juvenil B) und U-19 (Juvenil A). 1994 wechselte er ins C-Team, wo ihm 13 Tore in den ersten sieben Spielen gelangen.

### Real Madrid

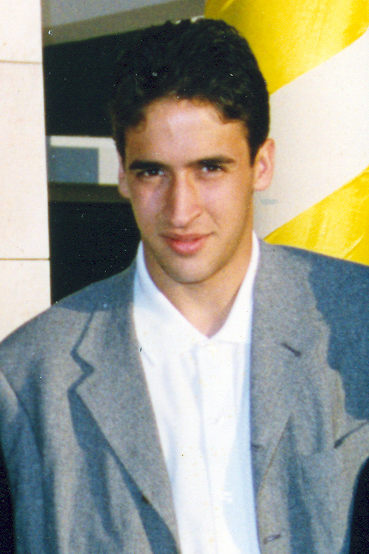
Raúl (1995)

Am 29. Oktober 1994 feierte Raúl mit 17 Jahren und vier Monaten unter Trainer Jorge Valdano sein Debüt in der Primera División. Damit war er der jüngste in der Liga eingesetzte Spieler von Real Madrid bis zum ersten Spiel von Martin Ødegaard am 23. Mai 2015. In Madrid wurde er bald zur Symbolfigur und zum legitimen Nachfolger Emilio Butragueños, dessen Rückennummer 7 er übernahm. Raúl erzielte in seiner ersten Saison sieben Tore in 29 Spielen und wurde spanischer Meister. Er wuchs zum Schlüsselspieler mit erheblichem Anteil an Reals großen Erfolgen (Champions-League-Siege 1998, 2000 und 2002; Meistertitel 1997, 2001, 2003, 2007 und 2008; Weltpokalsiege 1998 und 2002) heran. Außerdem wurde er 1999 und 2001 Torschützenkönig (span.: Pichichi-Trophäe) der Primera División und erhielt diesen Titel auch 2000 und 2001 in der Champions League. Beim Weltpokalfinale in Tokio im Dezember 1998 erzielte Raúl gegen CR Vasco da Gama den Siegtreffer zum 2:1 für Real Madrid. Dieser Treffer wurde mit der Zeit zu einem der bekanntesten Tore von Raúl und wurde „Gol del Aguanis“ getauft. Aktuell (22. April 2021) ist er mit 71 Treffern hinter Cristiano Ronaldo, Lionel Messi, Robert Lewandowski und Karim Benzema der fünfterfolgreichste Torschütze in der UEFA Champions League. Seit dem Abgang von Fernando Hierro 2003 bis zu seinem Abschied 2010 war er Kapitän von Real Madrid.
Real Madrid gewann zwischen 2003 und 2007 keine großen Titel und stand unter teils heftiger Kritik von Medien und Fans. Besonders Raúl wurde für das Formtief mitverantwortlich gemacht und war zeitweise nur als Ersatzspieler präsent. Für die Spielzeit 2006/07 wurde Fabio Capello als Trainer verpflichtet, unter dem Raúl zunächst einen Stammplatz erhielt. Zu Beginn der Saison 2007/08 präsentierte er sich unter Trainer Bernd Schuster wieder gut in Form, sein Verein schloss die Hinserie als Tabellenerster mit bisher nie erreichten 47 Punkten ab und eroberte mit 85 Punkten überlegen den Meistertitel, zu dem Raúl mit 18 Toren und starken Leistungen maßgeblich beitrug. Nachdem Bernd Schuster Anfang Dezember 2008 entlassen worden war, erzielte Raúl beim ersten Spiel unter dem neuen Trainer Juande Ramos (3:0 gegen Zenit Sankt Petersburg in der Champions League am 10. Dezember 2008) zwei Treffer.

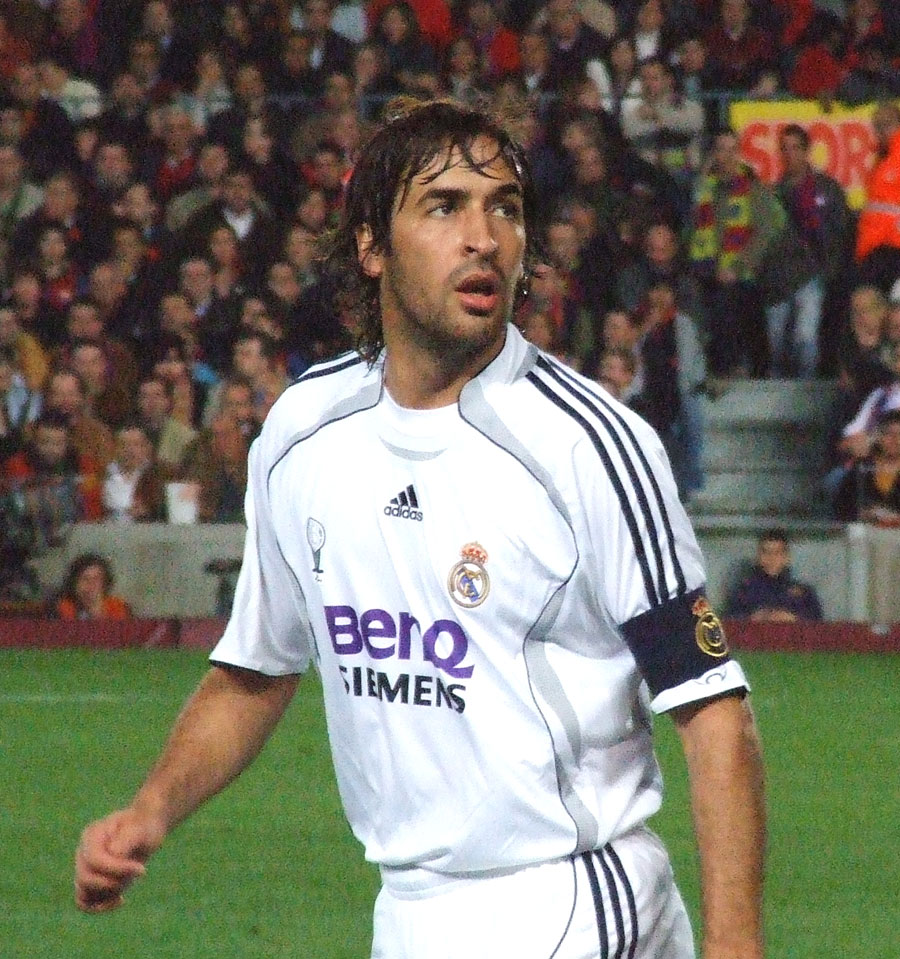
Raúl bei Real Madrid (2007)

Am 15. Februar 2009 schoss er beim 4:0-Sieg über Sporting Gijón sein 308. Tor im Trikot der „Königlichen“ und überbot somit die bisherige Vereins-Bestmarke von Alfredo Di Stéfano mit 307 Toren aus den Jahren 1953 bis 1964. Seit dem 12. April 2009 ist er nach Andoni Zubizarreta (333) und Manolo Sanchís (312) der dritte Spieler, der auf 300 Siege in der spanischen Liga zurückblicken kann.
Nach der Saison 2007/08 wurde vom Verein bekanntgegeben, dass Raúls Trikotnummer 7 nach Auslauf seines Vertrages (noch bis 2011, allerdings im Juli 2010 aufgelöst) nicht mehr an zukünftige Spieler vergeben werden sollte. Dies konnte allerdings nicht eingehalten werden, da die Statuten der Primera División keine Auslassung von Trikotnummern zulassen. Zur Saison 2010/11 erhielt Cristiano Ronaldo (bisher #9) die 7. Zur Ehrung von Raúl wird sein Trikot im Museum von Real Madrid ausgestellt. In seiner letzten Spielzeit war er nach den Verpflichtungen von Cristiano Ronaldo, Karim Benzema und Kaká nur noch Ersatzspieler.

### FC Schalke 04
2010 verabschiedete er sich aus Madrid und wechselte zum FC Schalke 04, der zur Saison 2010/11 bereits seinen Mannschaftskameraden Christoph Metzelder verpflichtet hatte. Dort erhielt er einen Zweijahresvertrag, an dessen Ende er in 66 Spielen in der höchsten deutschen Spielklasse 28 Treffer erzielt hatte.
Sein erstes Spiel absolvierte er gegen den Hamburger SV beim Liga total! Cup 2010 auf Schalke, sein erstes Pflichtspiel für die „Knappen“ bestritt Raúl am 1. Spieltag der Saison 2010/11 ebenfalls gegen den Hamburger SV. Sein erstes Bundesligator erzielte er am 25. September 2010 (6. Spieltag) beim 2:2-Unentschieden im Heimspiel gegen Borussia Mönchengladbach, seinen ersten Doppelpack für Schalke erzielte er in der Champions-League-Gruppenphase beim 3:1-Erfolg über Hapoel Tel Aviv. Im Bundesligaspiel gegen Werder Bremen am 20. November 2010 erzielte er zum ersten Mal drei Treffer in einem Pflichtspiel für die Gelsenkirchener, dies konnte er am 18. Dezember 2010 im Heimspiel gegen den 1. FC Köln und am 17. Dezember 2011 erneut gegen Werder Bremen wiederholen.

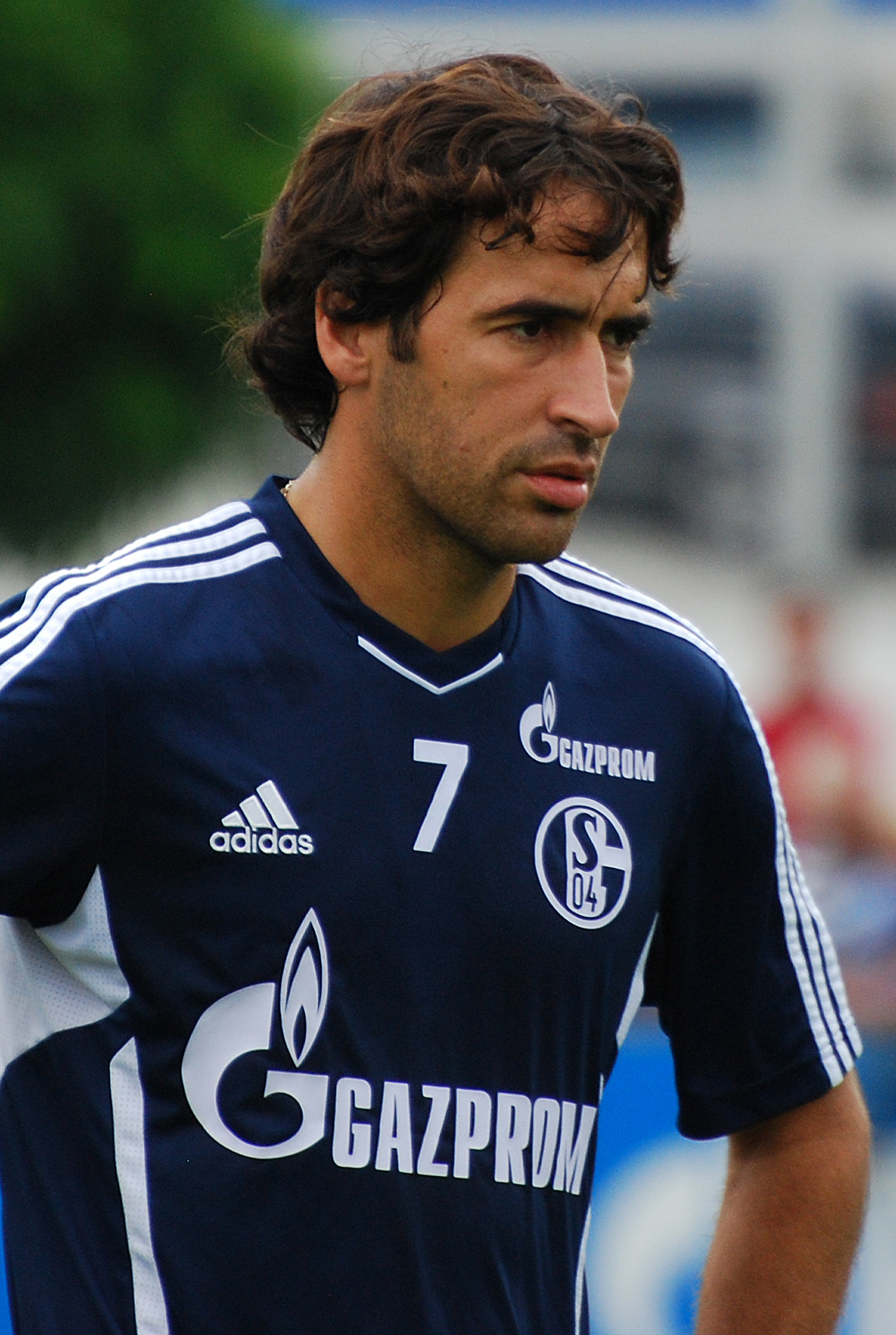
Raúl auf Schalke (2011)

Am 15. Februar 2011 stellte Raúl gegen den FC Valencia mit seinem 71. Tor in Vereinswettbewerben der UEFA einen neuen Rekord auf. Am 1. Dezember 2011 erzielte Raúl mit seinem 2:1-Siegtreffer gegen Steaua Bukarest sein erstes Tor in der Europa League.
Mit dem Gewinn des DFB-Pokals 2010/11 gewann Raúl zum ersten Mal in seiner Karriere einen nationalen Pokal.
Raúls Tor zum zwischenzeitlichen 4:1 beim 5:1-Sieg über den 1. FC Köln am 2. Spieltag der Saison 2011/12 wurde im August 2011 zum Tor des Monats und später auch zum Tor des Jahres gewählt. Beim 4:0-Sieg über den 1. FC Nürnberg im November 2011 trug Raúl in Vertretung des verletzten Benedikt Höwedes erstmals die Kapitänsbinde in einem Spiel für Schalke.
Raúl verlängerte seinen zum 30. Juni 2012 auslaufenden Vertrag nicht und verließ den Verein zum Saisonende. Nach seinem letzten Heimspiel gegen Hertha BSC wurde er am 28. April feierlich verabschiedet. Im Juni 2013 wurde Raúl durch die Jahreshauptversammlung in die „Ehrenkabine“ des FC Schalke 04 aufgenommen. Am 27. Juli 2013 absolvierte er mit seinem neuen Verein al-Sadd Sports Club in Gelsenkirchen sein Abschiedsspiel von Schalke 04. Raúl spielte eine Halbzeit für jeden der beiden Vereine und erzielte mit dem zwischenzeitlichen 8:0 zusammen mit Julian Draxler das Tor des Monats Juli 2013, das später auch noch zum Tor des Jahres 2013 gewählt wurde. Bei seiner Auswechslung übergab er seine Nummer 7 symbolisch an Max Meyer.

### al-Sadd Sport Club

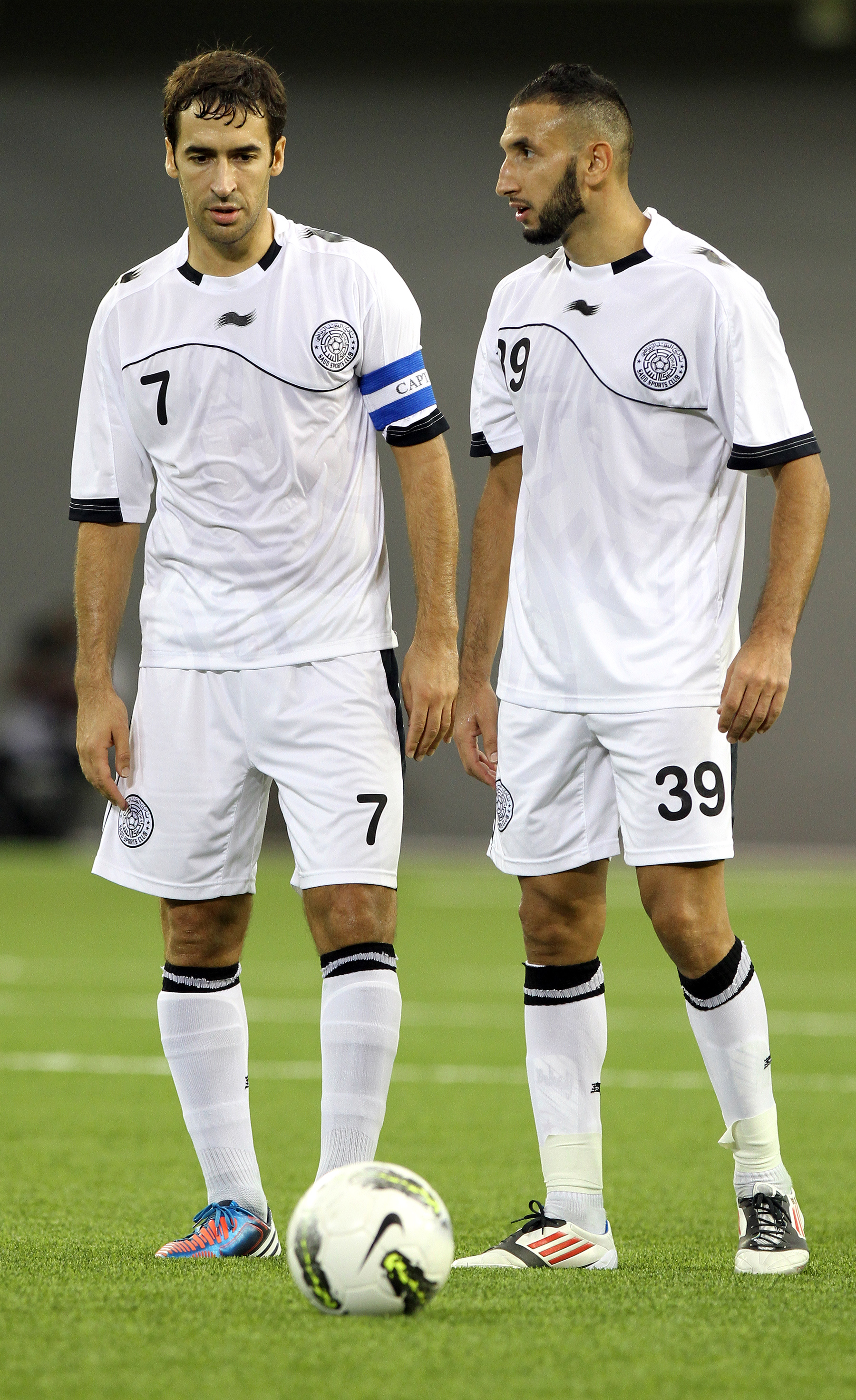
Raúl neben Nadir Belhadj (2012)

In der Sommerpause 2012 verpflichtete der al-Sadd Sport Club aus Katar Raúl. In seiner ersten Saison gewann er am vorletzten Spieltag gleich die Meisterschaft in der Qatar Stars League.

### New York Cosmos
Für die Saison 2015 wechselte Raúl in die zweitklassige North American Soccer League zu New York Cosmos. Er gewann mit dem Club die Meisterschaft und trat nach dem Soccer Bowl genannten Endspiel, in dem er einen Treffer vorbereitet hatte, vom aktiven Fußball zurück.

### Statistik
Raúl erzielte für die spanische Nationalmannschaft 44 Tore in 102 Spielen sowie in der Champions League 66 Tore in 132 Spielen für Real Madrid und 5 Tore in 12 Spielen für Schalke 04. Mit seinem Treffer am 28. September 2005 gegen Olympiakos Piräus schaffte er es als erster Spieler, die 50-Tore-Marke in der Champions League zu durchbrechen; er überholte damit die Real-Legende Alfredo Di Stéfano. Bis November 2014 war er der beste Torschütze in der Geschichte des 1955 als Europapokal der Landesmeister eingeführten Wettbewerbs; derzeit ist er Fünfter der ewigen Torschützenliste. Raúl war der erste Spieler, der in zwei Finals der Champions League ein Tor erzielte. Außerdem war er mit insgesamt 77 Toren der erfolgreichste Torschütze in offiziellen Vereinswettbewerben der UEFA (71 Treffer in der Champions League, sowie 4 Treffer in der Europa League und jeweils ein Tor im UEFA Super Cup und im Weltpokal).
Er ist mit 228 Ligatoren in 550 Spielen der viertbeste Torschütze der Primera División und war mit 323 Pflichtspieltoren bis 2015 der beste Torschütze in der Geschichte von Real Madrid. Am 15. Februar 2009 überholte er mit einem Doppelpack beim 4:0-Auswärtssieg gegen Gijón Alfredo Di Stéfano, welcher bis zu diesem Tag 307 Pflichtspieltore erzielt hatte. Am 21. April 2007 absolvierte Raúl beim Liga-Heimspiel gegen den FC Valencia sein 600. Pflichtspiel für die „Königlichen“. Mit 550 Spielen bestritt er in der Primera Division die zweitmeisten Spiele und ist mit 741 Pflichtspielen Rekordspieler von Real Madrid.
Am 19. Februar 2012 gelang Raúl beim 4:0 des FC Schalke gegen den VfL Wolfsburg sein 400. Pflichtspieltreffer. Er war weltweit der 18. Spieler, dem bei drei verschiedenen Weltmeisterschafts-Endrunden jeweils mindestens ein Treffer gelang.
Raúl gelangen mit Madrid und Schalke 79 Siege in der UEFA Champions League. Damit war er Rekordhalter, bevor der Wert von seinem Landsmann Xavi am 6. November 2013 auf 80 Siege gesteigert wurde.
In 932 Spielen auf Vereinsebene wurde er zudem kein einziges Mal vom Platz gestellt.

## Nationalmannschaft
Raúl stand im Aufgebot der Spanier für die Olympischen Spiele 1996, bei denen er jedoch mit seiner Mannschaft im Viertelfinale ausschied. Zwei Jahre nach seinem ersten Ligaspiel für Real Madrid feierte er im Oktober 1996 gegen Tschechien sein Debüt in der spanischen A-Nationalmannschaft. Raúl erzielte seitdem in 102 Spielen 44 Tore und ist damit nach David Villa bester Torschütze in Spaniens Geschichte. Raúl erzielte zwei Jubiläumstore für Spanien: das 800. am 27. März 1999 beim 9:0 gegen Österreich und das 900. am 7. September 2002 beim 2:0 gegen Griechenland.
Beim WM-Qualifikationsspiel gegen San Marino am 12. Oktober 2005 löste er Fernando Hierro, von dem er bereits 2002 die Kapitänsbinde übernommen hatte, als Feldspieler mit den meisten Länderspielen ab. In den Jahren nach 2003 saß er im Nationalteam zeitweise auf der Ersatzbank. Es folgte die enttäuschende Europameisterschaft 2004 und eine ansehnliche, aber letztlich ebenfalls unbefriedigende Weltmeisterschaft 2006. Für das Qualifikationsspiel zur Fußball-Europameisterschaft 2008 am 7. Oktober 2006 in Schweden wurde er erstmals seit zehn Jahren nicht in die spanische Auswahl berufen und auch danach nicht wieder aufgeboten. Trainer Luis Aragonés hatte zwar betont, Raúl sei nicht endgültig aus der Nationalelf verbannt, trotz 18 Saisontoren nominierte er ihn aber nicht für die Europameisterschaft 2008 in Österreich und der Schweiz. Auch unter dessen Nachfolger Vicente del Bosque gehörte er nicht mehr zum Kader der spanischen Nationalmannschaft.
Mit seinen 102 absolvierten Länderspielen befindet sich Raúl (Stand: 2014/15) in der Top 10 bei den Einsätzen aller spanischen Nationalspieler.

## Trainerkarriere
Nach seiner aktiven Zeit als Spieler kehrte er 2018 als Jugendtrainer zu Real Madrid zurück. Mit den A-Junioren gewann er 2020 die UEFA Youth League. Von 2019 bis zum 30. Juni 2025 trainierte Raúl Real Madrid Castilla, die zweite Mannschaft des Vereins.

## Titel und Auszeichnungen

### Als Spieler
International
- Champions-League-Sieger (3): 1998, 2000, 2002
- Weltpokalsieger (2): 1998, 2002
- UEFA-Super-Cup-Sieger: 2002

Spanien
- Meister (6): 1995, 1997, 2001, 2003, 2007, 2008
- Supercupsieger (4): 1997, 2001, 2003, 2008

Deutschland
- Pokalsieger: 2011
- Supercupsieger: 2011

Katar
- Meister: 2013
- Pokalsieger: 2014

USA
- Meister der North American Soccer League: 2015

Auszeichnungen
- Bester spanischer Spieler der Primera División:
  - Don Balón: 1996/97, 1998/99, 1999/2000, 2000/01, 2001/02
  - El País: 1995/96, 1996/97, 1998/99, 1999/2000, 2000/01
- Spaniens Sportler des Jahres: 2007
- Bester Spieler der Primera División: 2007/08
- 2. Platz bei der Wahl zu Europas Fußballer des Jahres: 2001
- 3. Platz bei der Wahl zum FIFA-Weltfußballer des Jahres: 2001
- UEFA Club Stürmer des Jahres: 2000, 2001, 2002
- Torschützenkönig:
  - Primera División: 1998/99, 2000/01
  - bester spanischer Torschütze der Primera División: 1995/96, 1998/99, 2000/01, 2002/03
  - Bronzener Schuh der UEFA: 1998/99, 2000/01
  - Welttorjäger: 1999
  - UEFA Champions League: 1999/2000, 2000/01
  - Copa del Rey: 2002[22], 2004[23]
  - U-21-Europameisterschaft: 1996
- Aufnahme in die FIFA 100: 2004
- Tor des Monats August 2011, März 2012, April 2012, Juli 2013 (gemeinsam mit Julian Draxler)
- Tor des Jahres 2011, 2013 (gemeinsam mit Julian Draxler)
- 2013 Aufnahme in die „Schalker Ehrenkabine“

### Als Trainer
- UEFA-Youth-League-Sieger: 2020

## Persönliches
Raúl wurde im Stadtbezirk Villaverde im Süden Madrids geboren und wuchs dort im Viertel Colonia Marconi auf, einer für Mitarbeiter der Firma Marconi errichteten Siedlung. Sein erster Verein war CD San Cristóbal de Los Ángeles, ebenfalls in Villaverde beheimatet. Sein Vater Pedro war ein Fan von Atlético Madrid, wo sein Sohn auch seine Karriere begann. Raúl ist seit dem 30. Juni 1999 mit dem spanischen Model Mamen Sanz verheiratet und ist Vater von vier Söhnen und einer Tochter.